# Biên niên sử các phát minh
Trong lịch sử loài người, đã có nhiều sáng chế giúp cải thiện cuộc sống, tăng năng suất lao động. Một số sáng chế có ảnh hưởng lớn đến lịch sử phát triển của loài người như phương pháp tạo ra lửa, động cơ hơi nước và máy tính điện tử.
Việc có được phương pháp tạo ra lửa giúp con người có thể sử dụng hiệu quả lửa như nguồn năng lượng để sưởi ấm, nấu nướng và chế tác vật dụng, đồng thời là vũ khí chống lại các động vật khác. Chưa có động vật nào khác có phương pháp tạo ra và sử dụng lửa, do đó, khả năng tạo và sử dụng lửa phân biệt loài người với các động vật còn lại. Khả năng sử dụng lửa được cho là  dẫn đến sự hình thành xã hội nguyên thủy và thúc đẩy sản xuất của cải vật chất.
Động cơ hơi nước ra đời vào cuối thế kỷ 18. Nó đã đánh dấu cho cuộc cách mạng công nghiệp diễn ra. Văn minh con người chuyển từ văn minh nông nghiệp sang văn minh công nghiệp.
Máy tính điện tử ra đời vào 1946. Chính nó đã giúp tạo nên nhiều phát kiến khoa học mới và những đột phá về công nghệ trong các lĩnh vực khoa học tự nhiên. Nó cũng là công cụ để hỗ trợ thực hiện thám hiểm đáy đại dương, du hành vũ trụ, dự báo thiên tai... Máy tính điện tử đang đưa con người dần đến một nền văn minh mới gọi là văn minh hậu công nghiệp hay văn minh trí tuệ.
Bên cạnh đó, sáng chế ra các phương pháp chế tác đồng và sắt để chế tạo công cụ trong thời cổ đại, sáng chế ra máy phát điện và động cơ điện vào thế kỷ 19, các phương pháp sử dụng năng lượng nguyên tử trong thời kỳ hiện đại cũng là những sáng chế có giá trị lớn.
Sau đây là danh sách một số sáng chế được xếp theo niên đại, xen vào đó là những khám phá mang ý nghĩa lớn.

## Từ 1.700.000 TCN đến 1
| Năm                   | Sáng chế / Khám phá | Vùng lãnh thổ                   |
| --------------------- | --- | ------------------------------- |
| 1.700.000-500.000 TCN | Phương pháp tạo và sử dụng lửa                                                                                                 | Nơi sinh sống của người tiền sử |
| 100.000 TCN           | Ngôn ngữ | Nơi sinh sống của người tiền sử |
| 51000-43000 TCN       | Sáo | Đức                             |
| 29000-25000 TCN       | Phương pháp chế tạo đồ gốm | Gravette                        |
| 17000 TCN             | Thương mại | New Guinea                      |
| 15000 TCN             | Nông nghiệp | Đông Nam Á                      |
| 9000 TCN              | Phương pháp khai thác và chế tạo đồng đỏ                                                                                       | Iraq                            |
| 4650 TCN              | Phương pháp khai thác và chế tạo đồng thiếc                                                                                    | Serbia                          |
| 4000 TCN              | Quyền Anh | Bắc Phi                         |
| 3500 TCN              | Buồm (có thể đã xuất hiện từ hơn 4000 TCN)                                                                                     | Ai Cập                          |
| 3500-2500 TCN         | Hệ thập phân | Iran                            |
| 3400-2900 TCN         | Chữ viết hình nêm | người Sumer, Lưỡng Hà           |
| 3400 TCN              | Bánh xe | Lưỡng Hà                        |
| 3300 TCN              | Phương pháp ướp xác | Ai Cập                          |
|                       | Chữ tượng hình (có thể đã xuất hiện sau chữ viết hình nêm)                                                                     | Ai Cập                          |
| 3000 TCN              | Cờ tào cáo | Lưỡng Hà                        |
| 3000 TCN              | Tiền | Sumer                           |
| 3000 TCN              | Giấy cói (giấy papyrus) | Ai Cập                          |
| 2700 TCN              | Kỹ thuật xây Kim tự tháp | Ai Cập                          |
| 2500 TCN              | Thuật châm cứu (mãi đến năm 400 TCN tác phẩm về thuật châm cứu Hoàng Đế nội kinh mới xuất hiện)                                | Hoàng Đế, Trung Quốc            |
| 3000-2000 TCN         | Phương pháp khai thác và chế tạo sắt (mốc thời gian chưa xác định, nhưng đến khoảng 1500 TCN sắt đã được sử dụng rất phổ biến) | Ai Cập                          |
| 2000 TCN              | Hệ lục thập phân | Sumer                           |
| 2000 TCN              | Bảng cửu chương dùng hệ lục thập phân                                                                                          | Lưỡng Hà                        |
| 1900-1600 TCN         | Pi (số) | Lưỡng Hà                        |
| 1800 TCN              | Phương pháp sản xuất thép bằng quá trình luyện kim bloomeries và crucibles                                                     | Kaman-Kalehöyük, Thổ Nhĩ Kỳ     |
| 1780 TCN              | Hệ thống luật pháp đầu tiên | Hammurabi, Lưỡng Hà             |
| 1050 TCN              | Bảng chữ cái Alphabet | Phoenicia                       |
| 600 TCN               | Lụa tơ tằm | Trung Quốc                      |
| 500 TCN               | Định lý Pythagoras | Pythagoras, Hy Lạp              |
|                       | Cốc Pythagoras | Pythagoras, Hy Lạp              |
| 650 TCN               | Chế tạo công cụ, vũ khí từ thép                                                                                                | Sparta, Hy Lạp                  |
| 300 TCN               | Bảng cửu chương dùng hệ thập phân                                                                                              | Trung Quốc                      |
| 300-200 TCN           | La bàn (đây chỉ đơn thuần là phát hiện ra từ tính của nam châm, chiếc la bàn thô sơ này kém hiệu quả)                          | Trung Quốc                      |
| 250 TCN               | Phương pháp xấp xỉ đa giác | Archimedes, Syracuse            |
| 230-196 TCN           | Định lý số dư Trung Quốc | Hàn Tín, Trung Quốc             |
| 206 TCN-220           | Xúc cúc | Trung Quốc                      |
| 200 TCN               | Cối xay gió | Iran                            |
| 200 TCN               | Sử dụng thủy lực để tạo ra các máy móc dùng sức nước, thuyền buồm, kênh tưới và hệ thống cấp nước...                           | Trung Đông                      |

## Từ 1 đến 1800
| Năm       | Phát minh/Khám phá | Nhà phát minh                                             | Quốc tịch  |
| --------- | --- | --------------------------------------------------------- | ---------- |
| >10       | Aeolipile | Heron Alexandrinus                                        | Hy Lạp     |
| >10       | Bánh xe gió | Heron Alexandrinus                                        | Hy Lạp     |
| 105       | Giấy | Thái Luân                                                 | Trung Quốc |
| 399       | Máy bắn đá |                                                           | Trung Quốc |
| 480       | Tìm ra được 7 chữ số đầu của số pi | Tổ Xung Chi                                               | Trung Quốc |
| 527       | Võ Thiếu Lâm | Bồ-đề-đạt-ma                                              | Ấn Độ      |
| 600       | Sứ | ...                                                       | Trung Quốc |
| 650       | Kỹ thuật in bản khắc gỗ | ...                                                       | Trung Quốc |
| 600-800   | Cối xay gió trục thẳng đứng | Estakhri                                                  | Iran       |
| 800       | Thuốc súng | ...                                                       | Trung quốc |
| 900-925   | Phân biệt bệnh đậu mùa với bệnh sởi và bệnh thủy đậu                                                                                     | Muhammad ibn Zakariya al-Razi                             | Iran       |
| 1040      | Hệ thống chữ in rời | ...                                                       | Trung Quốc |
| 1250      | Kính lúp | Roger Bacon                                               | Anh        |
| 1424      | Tìm ra được 16 chữ số đầu của số pi | Jamshīd al-Kāshī                                          | Iran       |
| 1450      | Phương pháp in dấu | Johannes Gutenberg                                        | Đức        |
| 1492      | Châu Mỹ (Lúc đó Colombo còn nhầm với châu Á)                                                                                             | Cristoforo Colombo                                        | Ý          |
| 1502      | Amerigo Vespucci phát hiện ra "châu Á" mà Cristoforo Colombo từng nói là một lục địa mới, mà ông gọi đó là "Tân Thế Giới"(The New World) | Amerigo Vespucci                                          | Ý          |
| 1504      | Đồng hồ bỏ túi (đồng hồ trước kia rất nặng và cồng kềnh, từ khi động cơ lò xo xuất hiện nó có thể bỏ túi)                                | Peter Henlein                                             | Đức        |
| 1536      | Kí hiệu @ | Francesco Lapi                                            | La Mã      |
| 1556      | Dấu "=" | Robert Recorde                                            | Anh        |
| 1590      | Kính hiển vi quang học (sơ khai) | Zacharias Janssen, Hans Lippershey và Zacharias Janssen   | Hà Lan     |
| 1593      | Nhiệt kế khí | Galileo Galilei                                           | Ý          |
| 1596      | Tìm ra được 20 chữ số đầu của số pi | Ludolph van Ceulen                                        | Hà Lan     |
| 1596-1600 | Tìm ra được 35 chữ số đầu của số pi | Ludolph van Ceulen                                        | Hà Lan     |
| 1600      | Định lý Viète | François Viète                                            | Pháp       |
| 1600      | Điện | William Gilbert                                           | Anh        |
| 1605      | Báo chí | Johann Carolus                                            | Đức        |
| 1608      | Kính thiên văn (loại khúc xạ) | Hans Lippershey                                           | Hà Lan     |
| 1614      | Logarit | John Napier                                               | Scotland   |
| 1621      | Băng cầm | Richard Jobson                                            | Gambia     |
| 1625      | Kính hiển vi quang học (hoàn chỉnh) | Giovanni Faber                                            | Đức        |
| 1629      | Tuabin hơi | Giovanni Branca                                           | Ý          |
| 1630      | Tìm ra được 39 chữ số đầu của số pi | Christoph Grienberger                                     | Áo         |
| 1637      | Định lý lớn Fermat | Pierre de Fermat                                          | Pháp       |
| 1640      | Định lý nhỏ Fermat | Pierre de Fermat                                          | Pháp       |
| 1642      | Máy tính (phép cộng và trừ) | Blaise Pascal                                             | Pháp       |
| 1643      | Khí áp kế | Evangelista Torricelli                                    | Ý          |
| 1650      | Bơm hơi tạo chân không, chứng minh áp suất khí quyển                                                                                     | Otto von Guericke                                         | Đức        |
| 1656      | Đồng hồ quả lắc | Christiaan Huygens                                        | Hà Lan     |
| 1668      | Kính thiên văn (loại phản xạ) | Isaac Newton                                              | Anh        |
| 1668      | Logarit tự nhiên | Nicholas Mercator                                         | Đức        |
| 1671      | Công thức Madhava | James Gregory (nhà toán học)                              | Scotland   |
| 1679      | Hệ nhị phân | Gottfried Leibniz                                         | Đức        |
| 1682      | Thỏ Phục Sinh | Frankenau De Ovis Paschalibus                             | Đức        |
| 1683      | e (số) | Jacob Bernoulli                                           | Thụy Sĩ    |
| 1687      | Định luật vạn vật hấp dẫn của Newton | Isaac Newton                                              | Anh        |
| 1690      | Kèn Cla-ri-nét | Johann Chirstoph Denner                                   | Đức        |
| 1698      | Máy bơm (chạy bằng hơi nước) | Thomas Savery                                             | Anh        |
| 1701      | Máy gieo hạt | Jethro Tull                                               | Anh        |
| 1709      | Dương cầm | Bartolomeo Cristofori                                     | Ý          |
| 1712      | Động cơ hơi nước (dạng sơ khai, kém hiệu quả)                                                                                            | Thomas Newcomen                                           | Anh        |
| 1714      | Nhiệt kế (thủy ngân) | Daniel Gabriel Fahrenheit                                 | Đức        |
| 1717      | Chuông lặn | Edmund Halley                                             | Anh        |
| 1725      | Kỹ thuật in bản đúc | William Ged                                               | Scotland   |
| 1745      | Chai Leyden (tụ điện) | Ewarld Georg von Kleist                                   | Đức        |
| 1752      | Cột thu lôi | Benjamin Franklin                                         | Mỹ         |
| 1758      | Kính tiêu sắc | John Dollond                                              | Anh        |
| 1759      | Đồng hồ hàng hải | John Harrison                                             | Anh        |
| 1762      | Trò chơi ghép hình | John Spilsbury                                            | Anh        |
| 1764      | Máy kéo sợi Jenny | James Hargreaves                                          | Anh        |
| 1766-1769 | Phương trình Pell | Joseph Louis Lagrange                                     | Ý, Pháp    |
| 1769      | Khung dệt (chạy bằng hơi nước) | Richard Arkwright                                         | Anh        |
|           | Động cơ hơi nước (hiệu quả cao nhờ gắn giữ được nhiệt cho xilanh)                                                                        | James Watt                                                | Anh        |
|           | Xe tự hành (có 3 bánh và chạy bằng hơi nước)                                                                                             | Nicholas Joseph Cugnot                                    | Pháp       |
| 1775      | Tàu ngầm | David Bushnell                                            | Mỹ         |
| 1780      | Kính hai tròng | Benjamin Franklin                                         | Mỹ         |
| 1781      | Bức xạ tia hồng ngoại | William Herschel                                          | Đức        |
| 1783      | Khinh khí cầu | Joseph Michel Montgolfier và Jacquues Étienne Montgolfier | Pháp       |
| 1784      | Máy đập lúa | Andrew Meikle                                             | Anh        |
| 1785      | Máy dệt | Edmund Cartwright                                         | Anh        |
|           | Dù nhảy | Jean Pierre Blanchard                                     | Pháp       |
| 1786      | Tàu thủy (gắn động cơ hơi nước, sau đó được Robert Fulton cải tiến)                                                                      | John Fitch                                                | Mỹ         |
| 1788      | Bộ điều tốc ly tâm (một cải tiến khác cho động cơ hơi nước)                                                                              | James Watt                                                | Anh        |
| 1791      | Khí thắp sáng | William Murdock                                           | Scotland   |
| 1793      | Máy tỉa hạt bông | Eli Whitney                                               | Mỹ         |
| 1795      | Máy nén thủy lực | Joseph Bramah                                             | Anh        |
|           | Bút chì | Nicolas Jacques Conté                                     | Pháp       |
| 1796      | Kỹ thuật in thạch bản (in lito) | Aloys Senefelder                                          | Đức        |
|           | Vaccine đậu mùa | Edward Jenner                                             | Anh        |
|           | Khai sinh ra hóa học mới, điện giải và tách được đồng và bạc, sau đó phát hiện tia cực tím, utraviolet, bạc chloride silver chloride.    | Johann Wilhelm Ritter                                     | Đức        |
| 1800      | Máy dệt Jacquard (có thể dệt được các họa tiết phức tạp)                                                                                 | Joseph Marie Jacquard                                     | Pháp       |
|           | Pin điện hóa | Alessandro Volta                                          | Ý          |

## Từ 1801 đến 1850
|      | Phát minh/Khám phá | Nhà phát minh                      | Quốc tịch  |
| ---- | --- | ---------------------------------- | ---------- |
| 1802 | Đèn điện(Thí nghiệm năm 1802 của nhà khoa học người Anh Humphry Davy có thể coi là khởi đầu cho những phát minh về bóng đèn sợi đốt sau này. Davy cho một dòng điện chạy qua một sợi bạch kim (Pt) rất mảnh, sợi bạch kim trở nên rất nóng và phát sáng.)                             | Humphry Davy                       | Anh        |
| 1804 | Tên lửa (dùng nhiên liệu rắn) | William Congreve                   | Anh        |
|      | Chân vịt cho tàu thủy (dù rằng chiếc Clermont của Fulton nổi tiếng hơn Phoenix của Stevens nhưng nó chạy bằng các bánh xe guồng đẩy nước kiểu cũ) | John Stevens                       | Mỹ         |
|      | Đầu máy xe lửa (có vài sai lầm trong thiết kế đường ray và kiểu bánh xe) | Richard Trevithick                 | Anh        |
| 1805 | Thuật mạ điện | Luigi Gasparo Brugnatelli          | Ý          |
| 1809 | Ý tưởng về máy điện tín | Samuel Soemmering                  | Đức        |
| 1810 | Kỹ thuật bảo quản thức ăn trong bình kính | Nicolas Appert                     | Pháp       |
| 1810 | Vịnh Xuân quyền | Nghiêm Vịnh Xuân và Lương Bác Trù  | Trung Quốc |
| 1810 | Máy in nhanh hình trụ | Friedrich Koenig                   | Đức        |
|      | Máy in (chạy bằng hơi nước, là máy in cơ khí có hiệu suất gấp đôi so với máy in thủ công trước đó) | Frederick Koenig                   | Đức        |
| 1814 | Đầu máy xe lửa chạy bằng hơi nước (tuy không phải là đầu máy xe lửa đầu tiên nhưng đã có cải tiến về hệ thống đường ray và bánh xe, chính Stephenson đã thương mại hóa ngành đường sắt)                                                                                               | George Stephenson                  | Anh        |
| 1815 | Đèn an toàn (dùng cho thợ mỏ) | Humphry Davy                       | Anh        |
| 1816 | Xe đạp | Karl Drais von Sauerbronn          | Đức        |
| 1817 | Máy chạy bộ tù nhân | William Cubitt                     | Anh        |
| 1819 | Ống nghe khám bệnh | René-Théophile-Hyacinthe Laennec   | Pháp       |
| 1820 | Ẩm kế | John Frederick Daniell             | Anh        |
|      | Điện kế | Johann Salomo Christoph Schweigger | Đức        |
| 1821 | Động cơ điện | Michael Faraday                    | Anh        |
| 1821 | Harmonica | Ludwig Buschmann                   | Đức        |
| 1822 | Phong cầm | Christian Friedirch                | Đức        |
| 1823 | Silic | Jons Jakob Berzelius               | Thụy Điển  |
| 1824 | Xi măng Portland | Joseph Aspdin                      | Anh        |
| 1825 | Nam châm điện | William Sturgeon                   | Anh        |
| 1827 | Diêm (trước Walker diêm có thể dã xuất hiện) | John Walker                        | Anh        |
| 1827 | Định luật Ohm | Georg Simon Ohm                    | Đức        |
| 1829 | Máy đánh chữ | William A.Burt                     | Mỹ         |
|      | Chữ Braille (loại chữ cho người mù) | Louis Braille                      | Pháp       |
|      | Vạch Frauenhofer | Joseph Fraunhofer                  | Đức        |
|      | Chất nổ nitrozellulose | Chritian Friedrich Schönbein       | Đức        |
|      | Hiệu ứng Doppler | Christian Doppler                  | Đức        |
|      | Max Josef von Liebig Ở Donau nghiên cứu các yếu tố ảnh hưởng đến sức khoẻ và bệnh tật, những kế hoạch y tế trong việc chữa trị và phòng ngừa. Rút tỉa ra định nghĩa căn bệnh, liên hệ từ nguyên nhân đến triệu chứng và tạo kế hoạch điều trị hay phòng ngừa. Từ đó ngành Y tế ra đời | Max Josef von Pettenkofer          | Đức        |
|      | Nitrogen | Justus von Liebig                  | Đức        |
|      | Phát hiện bệnh là do sự biến đổi vật lý, hoá tính trong tế bào.Tế bào nhân tố của sự sống | Rudolf Virchow                     | Đức        |
| 1830 | Máy khâu (đây không là chiếc máy khâu đầu tiên nhưng nó làm hài lòng người sử dụng nhất) | Barthélemy Thimonnier              | Pháp       |
| 1837 | Mã Morse | Samuel Morse                       | Mỹ         |
| 1840 | Đồng hồ điện tử (đầu tiên) | Bain Alexander                     | Scotland   |
| 1842 | Băng máy chữ mực | Bain Alexander                     | Scotland   |
| 1843 | Định luật Bảo toàn năng lượng | Julius Robert Mayer                | Đức        |
| 1843 | Fax | Alexander Bain                     | Scotland   |
| 1848 | Tua-bin Francis | James B. Francis                   | Anh        |

## Từ 1851 đến 1900
| Năm  | Phát minh/Khám phá | Nhà phát minh                               | Quốc tịch |
| ---- | --- | ------------------------------------------- | --------- |
| 1848 | Bóng đá hiện đại | Đại học Cambridge                           | Anh       |
| 1851 | Biệt thức | James Joseph Sylvester                      | Anh       |
| 1852 | Thang máy | Elisha Otis                                 | Mỹ        |
| 1855 | Đèn Bunsen | Robert Bunsen                               | Đức       |
| 1858 | Cáp điện báo dưới biển | Fredrick Newton Gisborne                    | Canada    |
| 1859 | Máy khoan dầu | Edwin L. Drake                              | Mỹ        |
| 1859 | Pin axit chì | Gaston Plante                               | Pháp      |
| 1859 | Bếp điện | George B.Simpson                            | Mỹ        |
| 1860 | Súng tự động (Súng trường, Súng lục) | Oliver F. Winchester và Christopher Spencer | Mỹ        |
| 1861 | Điện thoại(sáng chế đầu tiên) | Johann Philipp Reis                         | Đức       |
| 1862 | Súng máy quay vòng | Richard J. Gatling                          | Mỹ        |
|      | Ngư lôi tự đẩy | Giovanni Luppis                             | Ý         |
|      | Khử trùng theo phương pháp Pasteur | Louis Pasteur, Claude Bernard               | Pháp      |
| 1864 | Ý tưởng về Máy đánh chữ | Peter Mitterhofer                           | Áo        |
| 1866 | Thuốc nổ Dynamite | Alfred Nobel                                | Thụy Điển |
| 1868 | Phanh hơi | George Westinghouse                         | Mỹ        |
| 1869 | Máy hút bụi | I.W. McGaffers                              |           |
| 1874 | Heroin | Charles Romley Alder Wright                 | Anh       |
| 1874 | Môn quần vợt | Walter Wingfield                            | Anh       |
| 1876 | Điện thoại | Alexander Graham Bell                       | Canada    |
| 1877 | Động cơ điện cảm ứng | Nikola Tesla                                | Áo        |
| 1877 | Máy quay đĩa | Thomas Edison                               | Mỹ        |
|      | Microphone | Emile Berliner                              | Đức       |
|      | Phương pháp mạ vàng bạc lên kim loại | Werner von Siemens                          | Đức       |
|      | Pháo bông màu sắc | Werner von Siemens                          | Đức       |
|      | Chế tạo Nhôm bằng điện phân nóng chảy nhôm là vật liệu cần thiết để sản xuất trong ngành chế tạo máy bay.                                                                                            | Robert Wilhelm Bunsen                       | Đức       |
|      | Kỹ thuật in kẽm | Werner von Siemens                          | Đức       |
|      | Cao su bọc dây điện | Werner von Siemens                          | Đức       |
|      | Thai nghén | Oskar Hertwig                               | Đức       |
| 1879 | Động cơ xe ô tô | Karl Benz                                   | Đức       |
| 1879 | Đèn sợi đốt | Thomas Edison                               |           |
| 1880 | Địa chấn kế | John Milne                                  | Anh       |
| 1881 | Máy dò kim loại | Alexander Graham Bell                       | Canada    |
| 1881 | Ghế điện | Alfred P. Southwick                         | Mỹ        |
| 1882 | Quạt điện | Schuyler Skaats Wheeler                     | Mỹ        |
| 1882 | Đĩa Petri | Julius Richard Petri                        | Đức       |
| 1882 | Quạt trần | Philip Diehl                                | Mỹ        |
| 1883 | Phenazone(Người Anh phát minh việc điều trị vết thương bằng phương pháp khử trùng. Sự tổng hợp vào năm 1883 của thuốc giảm đau antipyrine, giờ được gọi là phenazone, là một thành công thương mại.) | Ludwig Knorr                                | Đức       |
| 1883 | Đèn điện tử chân không hai cực | Thomas Edison                               | Mỹ        |
| 1883 | Germani | Clemens Winkler                             | Đức       |
| 1884 | Bút máy | Lewis Waterman                              | Mỹ        |
|      | Xe điện | Frank Sprague, Charles Van Depoele          | Mỹ        |
| 1885 | Súng đại liên | Hiram Stevens Maxim                         | Mỹ, Anh   |
| 1885 | Sự vô trùng Asepsis | Ernst von Bergmann                          | Đức       |
| 1885 | Cocain | Chemist Friedrich Gaedcke                   | Đức       |
| 1885 | Ô tô | Karl Benz                                   | Đức       |
| 1886 | Mô tô | Gottlied Daimler và Wihelm Maybach          | Đức       |
| 1886 | Xe tải | Gottlied Daimler                            | Đức       |
|      | Máy biến thế dòng điện xoay chiều | William Stanley                             | Mỹ        |
|      | Oxy hóa lỏng | Carl von Linde                              | Đức       |
| 1887 | Turbine gió | James Blyth                                 | Scotland  |
| 1887 | Việc đặt tên cho bão | Clement Wragge                              | Úc        |
| 1888 | Bút bi Loud | John J. Loud                                | Mỹ        |
| 1891 | Dù lượn | Otto Lilienthal                             | Đức       |
| 1891 | Bóng rổ (được chơi chính thức đầu tiên tại Mỹ) | James Naismith                              | Canada    |
| 1893 | Phương tiện liên lạc vô tuyến | Nikola Tesla                                | Mỹ        |
| 1895 | Chủ nghĩa Marx | Karl Marx và Friedrich Engels               | Đức       |
| 1895 | Động cơ Diesel | Rudolf Diesel                               | Đức       |
| 1895 | Tia X | WilhelmConrad Rontgen                       | Đức       |
|      | Thuyết Tập Hợp | Georg Ferdinand Ludwig Philipp Cantor       | Đức       |
| 1896 | Thương mại hóa gemani | Jagadish Chandra Bose                       | Ấn Độ     |
| 1896 | Đèn huỳnh quang | Thomas Edison                               | Mỹ        |
| 1898 | Điều khiển từ xa | Nikola Tesla                                | Serbia    |
| 1900 | Bài kiểm tra | Henry Fischel                               | Mỹ        |

## Từ 1901 đến 1950
| Năm  | Phát minh/Khám phá | Nhà phát minh                                                                     | Quốc tịch   |
| ---- | --- | --------------------------------------------------------------------------------- | ----------- |
| 1901 | Băng dính | Beiersdorf AG                                                                     | Đức         |
| 1901 | Thuyết tương đối | Albert Einstein                                                                   | Đức         |
| 1902 | Purine, Tổng hợp về đường | Emil Fischer                                                                      | Đức         |
| 1903 | Máy điện tim (EKG) | Willem Einthoven                                                                  | Hà Lan      |
| 1903 | Lọn tóc xoắn | Karl Nessler                                                                      | Đức         |
| 1903 | Máy bay | Wilbur Wright và Orville Wright                                                   | Mỹ          |
| 1905 | Đèn điện tử 2 cực (diode) | John Ambrose Fleming                                                              | Anh         |
| 1905 | Robert Koch là một bác sĩ và nhà sinh học người Đức. Ông nổi tiếng như một người đã tìm ra trực khuẩn bệnh than, trực khuẩn lao và vi khuẩn bệnh tả đồng thời là người đã phát biểu nguyên tắc Koch. | Robert Koch                                                                       | Đức         |
|      | Lý thuyết bất biến | David Hilbert                                                                     | Đức         |
| 1905 | Thuốc nhuộm | Adolf von Baeyer                                                                  | Đức         |
| 1905 | Bài tập về nhà | Roberto Nevilis                                                                   | Ý           |
| 1906 | La bàn hồi chuyển | Hermann Anschutz-Kample                                                           | Đức         |
| 1906 | Sonar (xác định các vật trong nước bằng âm thanh) | Lewis Nixon                                                                       | Mỹ          |
| 1906 | Nhựa tổng hợp Bakelite | Leo Hendrik Baekeland                                                             | Mỹ          |
| 1906 | Ống chân không 3 cực (triode) | Lee De Forest                                                                     | Mỹ          |
| 1906 | Máy giặt (bằng điện) | Alva Fisher (Hurley Corporation)                                                  | Mỹ          |
| 1907 | Lên men | Eduard Buchner                                                                    | Đức         |
|      | Kỹ thuật gây mê | Carl Ludwig Schleich                                                              | Đức         |
| 1907 | Đèn sưởi | General Electric                                                                  | Mỹ          |
| 1908 | Cellophane | Jacques Edwin Brandenberger                                                       | Thụy Sĩ     |
| 1908 | Túi cà phê | Melitta Bentz                                                                     | Đức         |
| 1909 | Salvarsan (dùng chữa bệnh giang mai) | Paul Ehrlich                                                                      | Đức         |
|      | Sự ghép nối kim loại và bán dẫn hiệu ứng chỉnh lưu | Karl Ferdinand Braun                                                              | Đức         |
| 1909 | Súng giảm thanh | Hiram Percy Maxim                                                                 | Mỹ          |
| 1910 | Phương pháp hydro hóa Cacbon | Friedrich Bergius                                                                 | Đức         |
| 1911 | Máy điều hòa không khí (cải tiến từ chiếc máy năm 1902 của ông) | Willis Carrier                                                                    | Mỹ          |
| 1911 | Vitamin | Casomir Funk                                                                      | Ba Lan      |
| 1911 | Đèn neon | Georges Claude                                                                    | Pháp        |
| 1911 | Máy tập có dây đai máy chạy bộ | Claude Lauraine Hagen                                                             | Mỹ          |
| 1912 | Đèn hơi thủy ngân | Peter Cooper Hewitt                                                               | Mỹ          |
| 1913 | Dù | Štefan Banič                                                                      |             |
| 1913 | Phương pháp cracking dầu mỏ | William Meriam Burton                                                             | Mỹ          |
| 1913 | Máy thu sóng vô tuyến (radio) | Ernst Alexanderson, Reginald Aubrey Fessenden                                     | Mỹ          |
| 1913 | Oskar von Müller thành công trong việc dựng đường điện truyền tải dài với 200-220 KW với điện thế 30.000 volt. Công ty AEG sản xuất các hàng điện, đến turbine điện, đầu máy xe lửa... Năm 1913 ngành đồ điện Đức phát triển mạnh thành công xuất cảng khắp thế giới. | Oskar von Müller                                                                  | Đức         |
| 1913 | Tua-bin Cáp-lăng | Viktor Kaplan                                                                     | Áo          |
| 1913 | Trò chơi ô chữ | Arthur Wynne                                                                      | Anh         |
| 1914 | Phi thuyền "Zeppeline" | Ferdinand Graf von Zeppelin                                                       | Đức         |
| 1914 | Xe tăng | William Ashbee Tritton và Walter Gordon Wilson                                    | Anh         |
| 1916 | Súng trường tự động | John Moses Browning                                                               | Mỹ          |
| 1916 | Ống Coolidge | William David Coolidge                                                            | Mỹ          |
| 1917 | Tên lửa hành trình đối đất (Thử nghiệm) | Charles Kettering                                                                 | Mỹ          |
| 1917 | Thuyết lượng tử | Max Planck                                                                        | Đức         |
| 1917 | Phương trình w3 + x3 = y3 + z3 | Ramanujan và G. H. Hardy                                                          | Ấn Độ, Anh  |
| 1918 | Bánh răng li hợp | Anton Fokker                                                                      | Hà Lan      |
| 1919 | Khối phổ ký | Francis William Aston và Arthur Jeffrey Dempster                                  | Anh và Mỹ   |
| 1919 | Số nguyên tố Ramanujan | Ramanujan                                                                         | Ấn Độ       |
| 1920 | Băng cứu thương | Earle Dickson                                                                     | Mỹ          |
| 1920 | Đèn giao thông | Williams Posst                                                                    | Mỹ          |
| 1920 | Van điều tiết dẫn vi lưu (Valve Tesla) | Nikola Tesla                                                                      | Mỹ          |
| 1922 | Insulin | Frederick Grant Banting                                                           | Canada      |
| 1922 | Radar | Robert Watson-Watt, A. H. Taylor, L. C. Young, Gregory Breit và Merle Antony Tuve | Anh         |
| 1922 | Otto Fritz Meyerhof (1884-†1951) ở Hannover đã khám phá ra mối liên quan giữa sự tiêu thụ oxygen và sự chuyển hóa của acit lactic trong cơ bắp (muscle metabolism) và sự phân glucoza (glycolysis) nhận giải Nobel 1922 | Otto Fritz Meyerhof                                                               | Đức         |
| 1923 | Máy bay lên thẳng loại Autogiro | Juan de la Cierva                                                                 | Tây Ban Nha |
| 1923 | Ống điện tử iconoscope (dùng cho Tivi, góp phần lớn cho sự thành công của tivi. Vào 1925 Philo Taylor Fransworth cũng đã có 1 phát minh cho tivi) | Vladimir Kosma Zworykin                                                           | Mỹ          |
| 1924 | Phương pháp đông lạnh nhanh thực phẩm | Clarence Birdseye                                                                 | Mỹ          |
| 1926 | Bình phun nước | Erik Rotheim                                                                      | Na Uy       |
| 1926 | Tên lửa (dùng nhiên liệu lỏng) | Robert Hutchings Goddard                                                          | Mỹ          |
| 1926 | Viễn tín | Reichspost (Dịch vụ bưu chính Reich)                                              | Đức         |
| 1928 | Penicillin | Alexander Fleming                                                                 | Anh         |
| 1928 | TV màu | Baird John Logie                                                                  | Scotland    |
| 1929 | Điện não đồ (EEG) | Hans Berger                                                                       | Đức         |
| 1930 | Quả cầu lặn | Charles William Beebe                                                             | Mỹ          |
| 1930 | Chất làm lạnh Freon | Thomas Midgley và các đồng nghiệp                                                 | Mỹ          |
| 1930 | Động cơ phản lực | Frank Whittle                                                                     | Anh         |
| 1930 | Máy chạy bộ cơ | Robert A Bruce                                                                    | Mỹ          |
| 1930 | Neoprene (một loại cao su tổng hợp) | Father Julius Athur Nieuwland và Wallace hume Carothers                           | Mỹ          |
| 1930 | Bóng đá trong nhà | Juan Carlos Ceriani                                                               | Uruguay     |
| 1931 | Máy gia tốc hạt Cyclotron | Ernest Orlando Lawrence                                                           | Mỹ          |
| 1931 | Mô hình máy vi tính có khả năng mô phỏng | Vannevar Bush                                                                     | Mỹ          |
| 1932 | Kính hiển vi phản pha | Frits Zernike                                                                     | Hà Lan      |
| 1933 | Sự biến điệu tần số (FM) | Ewin Howard Armstrong                                                             | Mỹ          |
| 1935 | Cao su Buna | Tập thể các nhà khoa học                                                          | Đức         |
|      | Otto Heinrich Warburg Năm 1923 ông đã thành công trong việc giải thích về phân tử, quá trình hô hấp của tế bào và tham gia việc xác định các enzymes, ông nghiên cứu vai trò của việc truy tố sắt và đồng, và các vitamin như là một phần của enzymes và coenzyme. Dựa trên điều tra về tumors bioneergetischen, về sự phát triển của bệnh ung thư. Ông nhận Nobel năm 1931 | Otto Heinrich Warburg                                                             | Đức         |
| 1935 | Cortisone (một loại hocmon của tuyến thượng thận) | Edward Calvin Kendall (Mỹ) và Tadeus Reichstein (Thụy Sĩ)                         | Mỹ,Thụy Sĩ  |
| 1935 | Radar sóng cực ngắn | Robert Watson-Watt                                                                | Anh         |
| 1935 | Kính hiển vi điện tử | Tập thể các nhà khoa học                                                          | Đức         |
| 1935 | Tìm ra các sufamit | Gerhard Domagk                                                                    | Đức         |
| 1935 | Nylon | Wallace hume Carothers                                                            | Mỹ          |
| 1936 | Máy bay trực thăng | Heinrich Focke                                                                    | Đức         |
| 1938 | Bút bi | Laszlo Biro                                                                       | Hungary     |
| 1938 | Sợi thủy tinh | Russell Games Slayter và John H. Thomas                                           | Mỹ          |
| 1938 | Sarin | Schrader, Ambros, Ruediger et Van der Linde                                       | Đức         |
| 1939 | Thuốc trừ sâu DDT | Paul Muller                                                                       | Thụy Sĩ     |
| 1939 | Máy bay tubin phản lực | Tập hợp các nhà khoa học                                                          | Đức         |
| 1939 | Máy rút tiền tự động (ATM) | Luther George Simjian                                                             | Mỹ          |
| 1940 | Máy gia tốc Betatron | Donald William Kerst                                                              | Mỹ          |
| 1940 | Chiến xa không người lái (phiên bản dành cho chiến trường) | Tập hợp các nhà khoa học                                                          | Đức         |
| 1940 | Máy bay tiêm kích phản lực | Ernst Heinkel,Robert Lusser                                                       | Đức         |
| 1942 | Súng phóng lựu bazooka | Edward Uhl, Leslie A. Skinner và C. N. Hickman                                    | Mỹ          |
| 1942 | Phương pháp Xerography dùng cho máy photocopy | Chester Carlson                                                                   | Mỹ          |
| 1942 | Tên lửa đạn đạo | Wernher von Braun                                                                 | Đức         |
| 1942 | Tên lửa thông minh | Tập thể các nhà khoa học Đức Quốc Xã                                              | Đức         |
| 1942 | Tên lửa hành trình | Tập thể các nhà khoa học Đức Quốc Xã                                              | Đức         |
| 1942 | Máy bay phản lực | Tập thể các nhà khoa học Đức Quốc Xã                                              | Đức         |
| 1943 | Máy bay ném bom phản lực | Walter Blume                                                                      | Đức         |
| 1944 | Máy bay tàng hình | Anh em nhà Horten                                                                 | Đức         |
| 1944 | StG 44 | Tập thể các nhà khoa học Đức Quốc Xã                                              | Đức         |
| 1944 | Tên lửa hướng dẫn sử dụng tia hồng ngoại (thử nghiệm) | Tập thể các nhà khoa học Đức Quốc Xã                                              | Đức         |
| 1944 | Tên lửa vác vai phòng không | Tập thể các nhà khoa học Đức Quốc Xã                                              | Đức         |
| 1944 | Quang phổ kế | Deutsch Elliot Evans                                                              | Đức         |
| 1945 | Thiết bị nhìn đêm | Tập thể các nhà khoa học                                                          | Đức         |
| 1945 | Bom hạt nhân | Tập thể các nhà khoa học                                                          | Mỹ          |
| 1946 | Máy tính điện tử | John Presper Eckert,Jr., và John W. Mauchly                                       | Mỹ          |
| 1947 | Lò vi sóng | Percy Spencer                                                                     | Mỹ          |
| 1947 | Tắc-kê | Artur Fischer                                                                     | Đức         |
| 1947 | Súng trường tự động Kalashnikov | Mikhail Timofeyevich Kalashnikov                                                  | Nga         |
| 1948 | Transistor | William Shockley, Walter Houser Brattain, John Bardeen                            | Mỹ          |
| 1949 | Wushu | Zhang Wenguang, Wang Ziping, Sha Guozeng và Chai Longyun                          | Trung Quốc  |
| 1950 | Tivi màu | Peter Carl Goldmark                                                               | Mỹ          |

## Từ 1951 đến 2000
| Năm  | Phát minh/Khám phá                                          | Nhà phát minh                                                                                             | Quốc tịch |
| ---- | ----------------------------------------------------------- | --- | --------- |
| 1951 | Lò phản ứng hạt nhân                                        | Walter Zinn                                                                                               | Mỹ        |
| 1952 | Ổ đĩa mềm                                                   | Yoshiro Nakamatsu                                                                                         | Nhật Bản  |
|      | Bubble chamber                                              | Donald Arthur Glaser                                                                                      | Mỹ        |
|      | Bom hydro                                                   | Edward Teller và Stanislaw Ulam                                                                           | Mỹ        |
| 1953 | Máy maser (thiết bị khuếch đại sóng siêu âm)                | Charles Townes                                                                                            | Mỹ        |
| 1954 | Súng Radar                                                  | Bryce K. Brown                                                                                            | Mỹ        |
|      | Pin mặt trời                                                | Bell Telephone Laboratory                                                                                 | Mỹ        |
|      | Vaccine bại liệt                                            | Jonas Salk                                                                                                | Mỹ        |
| 1955 | Ổ đĩa cứng                                                  | Reynold Johnson với IBM                                                                                   | Mỹ        |
|      | Sợi quang                                                   | Narinder Singh Kapany                                                                                     | Đức       |
|      | Kim cương nhân tạo                                          | General Electric                                                                                          | Mỹ        |
|      | Phương pháp xác định niên đại dùng cacbon                   | Willard Frank Libby                                                                                       | Mỹ        |
| 1956 | Tàu đệm khí                                                 | Christopher Cockerell                                                                                     | Anh       |
|      | Động cơ pitông quay                                         | Felix Wankel                                                                                              | Đức       |
| 1957 | Vệ tinh nhân tạo đầu tiên bay vào quỹ đạo Trái Đất, Sputnik | Tập thể các nhà khoa học Liên Xô                                                                          | Liên Xô   |
| 1958 | Mạch điện tử tích hợp (IC)                                  | Jack Kilby, Robert Noyce                                                                                  | Mỹ        |
|      | Vệ tinh truyền thông                                        | Tập thể các nhà khoa học                                                                                  | Mỹ        |
| 1960 | Laser                                                       | Charles Hard Townes, Arthur Leonard Schawlow, Gordon Gould                                                | Mỹ        |
|      | Thuốc viên ngừa thai                                        | Gregory Pincus, John Rock, Min-chueh Chang                                                                | Mỹ        |
| 1962 | Diode phát quang (LED)                                      | Nick Holonyak, Jr                                                                                         | Mỹ        |
|      | Đài thiên văn vũ trụ                                        | Ball Brothers Aerospace Corporation                                                                       |           |
| 1963 | Chuột máy tính                                              | Douglas Engelbart                                                                                         |           |
| 1964 | Hiển thị tinh thể lỏng (LCD)                                | George Heimeier                                                                                           | Mỹ        |
| 1965 | Sợi Kevlar                                                  | Stephanie Kwolek                                                                                          | Mỹ        |
| 1967 | Máy rút tiền tự động (ATM)                                  | John Shepherd-Barron                                                                                      |           |
|      | Thực phẩm không gian                                        | Hubertus Strughold                                                                                        | Đức       |
|      | Hypertext (Siêu liên kết)                                   | Andries van Dam và Ted Nelson                                                                             |           |
| 1969 | Máy bấm lỗ                                                  | Friedrich Soennecken                                                                                      | Đức       |
| 1969 | Hồ dán                                                      | Henkel | Đức       |
| 1969 | Mạng ARPANET                                                | Bộ Quốc phòng Hoa Kỳ                                                                                      |           |
|      | Kỹ thuật cấy ghép tim người                                 | Christiaan Neethling Barnard                                                                              | Nam Phi   |
| 1970 | Gene nhân tạo                                               | Har Gobind Khorana                                                                                        | Mỹ        |
| 1970 | Ảnh cộng hưởng từ                                           | Raymond V. Damadian                                                                                       |           |
| 1971 | Bài Uno                                                     | Merle Robbins                                                                                             | Mỹ        |
| 1971 | E-mail                                                      | Ray Tomlinson                                                                                             |           |
| 1971 | Vi xử lý                                                    | Federico Faggin và Marcian Hoff                                                                           |           |
| 1972 | C (ngôn ngữ lập trình)                                      | Dennis Ritchie                                                                                            | Mỹ        |
| 1973 | Ethernet                                                    | Bob Metcalfe và David Boggs                                                                               |           |
|      | Phòng thí nghiệm không gian (Skylab)                        | Tập thể các nhà khoa học                                                                                  | Mỹ        |
| 1974 | DNA tái tổ hợp                                              | Tập thể các nhà khoa học                                                                                  | Mỹ        |
| 1975 | Sự sắp xếp dãy DNA                                          | Frederick Sanger                                                                                          |           |
|      | Máy chụp cắt lớp                                            | Godfrey Newbold Hounsfield                                                                                | Anh       |
|      | Máy ảnh kỹ thuật số                                         | Steven Sasson                                                                                             |           |
| 1979 | 1G (Truyền thông di động)                                   | Nippon Telegraph and Telephone (NTT)                                                                      | Nhật Bản  |
| 1980 | Parkour                                                     | David Belle và nhóm Yamakasi                                                                              | Pháp      |
| 1981 | Tàu vũ trụ con thoi                                         | NASA | Mỹ        |
|      | Tim nhân tạo                                                | Robert Koffer Jarvik                                                                                      | Mỹ        |
| 1983 | Internet: mạng TCP/IP đầu tiên                              | Robert E. Kahn, Vint Cerf và những người khác                                                             |           |
| 1985 | Phản ứng dây chuyền nhờ Polymerase                          | Kary Mullis                                                                                               |           |
| 1987 | Aspirin                                                     | Bayer AG                                                                                                  | Đức       |
| 1990 | World Wide Web                                              | Tim Berners-Lee                                                                                           | Thụy Sĩ   |
| 1990 | Adobe Flash                                                 | Công ty FutureWave Software, sau này được phát triển bởi tập đoàn Macromedia và sau nữa là tập đoàn Adobe | Mỹ        |
| 1991 | Java (ngôn ngữ lập trình)                                   | James Gosling, Mike Sheridan và Patrick Naughton                                                          | Canada    |
| 1991 | Unicode                                                     | Hiệp hội Unicode                                                                                          | Mỹ        |
| 1993 | Hệ thống định vị toàn cầu (GPS)                             | Bộ Quốc phòng Hoa Kỳ                                                                                      | Mỹ        |
| 1993 | Blue LED                                                    | Shuji Nakamura                                                                                            |           |
| 1993 | Định dạng PDF                                               | Tập đoàn Adobe                                                                                            | Mỹ        |
| 1995 | Wiki (WikiWikiWeb)                                          | Ward Cunningham                                                                                           | Mỹ        |

## Từ 2000 đến nay
| Năm  | Phát minh/Khám phá                                           | Nhà phát minh                                                                           | Quốc tịch                           |
| ---- | ------------------------------------------------------------ | --------------------------------------------------------------------------------------- | ----------------------------------- |
| 2000 | Nupedia                                                      | Jimmy Wales và Larry Sanger sáng lập, với sự hỗ trợ của công ty Bomis                   | Mỹ                                  |
| 2001 | Wikipedia                                                    | Jimmy Wales và Larry Sanger                                                             | Mỹ                                  |
| 2001 | Ipod (Máy nghe nhạc)                                         | Hãng Apple                                                                              | Mỹ                                  |
| 2001 | 3G (Truyền thông di động)                                    | NTT Docomo                                                                              | Nhật Bản                            |
| 2002 | Mozzilla Firefox (Trình duyệt web)                           | Firefox                                                                                 |                                     |
| 2003 | Bài Ma Sói                                                   | Philippe des Pallières và Hervé Marly                                                   | Pháp                                |
| 2003 | Skype (Mạng điện thoại Internet)                             | Niklas Zennström và Janus Friis                                                         | Đan Mạch                            |
| 2004 | Facebook (Mạng xã hội)                                       | Mark Zuckerberg                                                                         | Mỹ                                  |
| 2005 | YouTube (Nền tảng web video)                                 | 3 Nhân viên của cũ PayPal là: Chad Hurley, Steve Chen và Jawed Karim                    | Mỹ                                  |
| 2005 | Quidditch                                                    | Xander Manshel và Alex Benepe                                                           | Mỹ                                  |
| 2006 | Nintendo Wii (Bộ trò chơi)                                   | Nintendo                                                                                | Nhật Bản                            |
| 2007 | BBC iPlayer (Dịch vụ Internet TV)                            | BBC                                                                                     | Anh                                 |
| 2007 | Amazon Kindle (Máy tính đọc sách điện tử)                    | Amazon                                                                                  | Mỹ                                  |
| 2008 | Spotify (Dịch vụ nghe nhạc trực tuyến)                       | Daniel Ek, Martin Lorentzon                                                             | Thụy Điển                           |
| 2008 | Android (Hệ điều hành)                                       | Hãng Google                                                                             | Mỹ                                  |
| 2008 | 4G (Truyền thông di động)                                    | Tổ chức IEEE                                                                            |                                     |
| 2010 | Ipad                                                         | Hãng Apple                                                                              | Mỹ                                  |
| 2010 | Graphen                                                      | Andrei Geim và Konstantin Sergeevich Novoselov                                          | Nga                                 |
| 2011 | Tay giả (Stark Hand)                                         | Mark Stark                                                                              |                                     |
| 2011 | Tấm pin năng lượng mặt trời dẻo                              | Công ty Ascent Solar Technologies                                                       | Mỹ                                  |
| 2011 | Gương đo nhịp tim                                            | Ming-Zher Poh                                                                           | Mỹ                                  |
| 2012 | Google Glass (Kính đeo trên đầu)                             | Hãng Google                                                                             | Mỹ                                  |
| 2012 | Máy bay siêu thanh                                           | Quân đội Hoa Kỳ                                                                         | Mỹ                                  |
| 2013 | Thịt nhân tạo                                                | Sergey Brin                                                                             | Mỹ                                  |
| 2013 | Ôtô không người lái                                          | Nhóm kỹ sư Tập đoàn General Motors                                                      | Mỹ                                  |
| 2013 | Bút 3Doodler (Bút 3D đầu tiên)                               | Công ty WobbleWorks                                                                     | Mỹ                                  |
| 2013 | Nẹp khí quản (in từ máy in 3D)                               | Glenn Green và Scott Holiste                                                            | Mỹ                                  |
| 2014 | Apple Watch (Đồng hồ thông minh)                             | Tập đoàn Apple                                                                          | Mỹ                                  |
| 2014 | Ván bay                                                      | Công ty Hendo                                                                           | Mỹ                                  |
| 2014 | Tàu vũ trụ Mangalyaan (lần đầu tiên bay vào quỹ đạo sao Hỏa) | Cơ quan Nghiên cứu không gian Ấn Độ                                                     | Cơ quan Nghiên cứu không gian Ấn Độ |
| 2014 | Lò phản ứng nhiệt hạch cỡ nhỏ                                | Lockheed Martin                                                                         |                                     |
| 2014 | Tủ lạnh di động (Coolest Cooler)                             | Ryan Grepper                                                                            |                                     |
| 2015 | Điện không dây                                               | Tập thể các nhà khoa học Nhật Bản                                                       | Tập thể các nhà khoa học Nhật Bản   |
| 2022 | Giải mã 100% gene người                                      | Các công ty, trụ sở nghiên cứu: Celera Genomics, Pacific Biosciences và Oxford Nanopore | Mỹ và Anh                           |